# Georges Hurt
Pour les articles homonymes, voir Hurt.
Georges Hurt, né le 4 janvier 1922 à Biwer (Luxembourg) et mort le 20 novembre 1997, est un résistant et homme politique luxembourgeois.
À la suite du décès de Othon Decker, Georges Hurt le remplace à la Chambre des députés à partir de février 1963. Il est élu et réélu aux élections législatives du 7 juin 1964, du 15 décembre 1968 et à celles du 26 mai 1974.
Il se présente pour la première fois aux élections communales de Biwer en octobre 1957. Conseiller communal de 1958 à 1963, Georges Hurt devient bourgmestre de la commune de Biwer de 1964 à 1982.